# Minnesregel
Minnesregel eller åsnebrygga, är en kort lathund som är lätt att komma ihåg och som ofta bygger på allitterationer eller bisarra kombinationer av ord, särskilt vanligt för regelbundna traditioner med stora uppehåll, till exempel sommartidens införande.

## Exempel
Språk
- BIFF (Bisats Inte Före Finit verb) - markerar vad som är bisats genom ordet "inte":s placering, till exempel "Eftersom det inte var ljust såg han inte bilen" (före bisatsverbet), "Han såg inte bilen" (efter verbet).
- HEFF (Huvudsats EFter Finit verb) - markerar vad som är huvudsats genom ordet "inte":s placering, till exempel "Han såg inte bilen" (efter verbet), "Eftersom det inte var ljust såg han inte bilen" (före bisatsverbet).
- VRAKSIPPA eller SVAPPRIKA - Ordklasserna (Substantiv, Verb, Adjektiv, Pronomen, Prepositioner, Räkneord, Interjektioner, Konjunktioner, Adverb).
- Eken I Ystad Är Övertänd - Svenska alfabetets mjuka vokaler.

Fysik
- PANK - Positiv Anod, Negativ Katod. (begränsat bruk, gäller bland annat inte för zenerdiod och galvanisk cell (batteri))
- ROGGBIV - Regnbågens färger utifrån och in (Röd, Orange, Gul, Grön, Blå, Indigo, Violett)
- Röding och gädda går båda i vatten - Regnbågens färger utifrån och in.
- FBI - Fingerregel för sambandet av strömriktning, magnetisk flödestäthet och kraft där högerhandens långfinger(F - kraften) pekar ut mot handflatan medan pekfingret(B - magnetisk flödestäthet) och tummen(I - ström) är formade likt en fingerpistol.

Kemi
- SIV (Syra I Vatten) - anger att man vid kemiska experiment ska hälla syran i vattnet för att vattnet inte ska få syran att koka (eftersom entropin ökar, vilket leder till värmeutveckling).

Geografi
- Vi ska äta, ni ska laga. - De fyra stora åarna som mynnar i Halland i ordning norrifrån: Viskan, Ätran, Nissan, Lagan.
- Solen, precis som slipsen, går ner i väst
- Gustav /Bengtsson/ sade hunden Nicke kostar pengar - Centralamerikas stater från nord till syd: Guatemala - /Belize - / El Salvador - Honduras - Nicaragua - Costa Rica - Panama. "Bengtsson" ingick inte i den klassiska formen.
- Tio katter lämnar Piteå stad under året innan ljungen ljusnar. Dalälven! - Norrlands älvar: Torne älv, Kalix älv, Lule älv, Pite älv, Skellefte älv, Ume älv, Ångermanälven, Indalsälven, Ljungan, Ljusnan, Dalälven.

Musik
- Frosten Berövade ES(S)ters AS(S)ter DESS GES(S)talt. - Durtonarter med b-förtecken: F- (1 b), B♭- (2), Ess- (3), Ass- (4), Dess- (5) resp. Gess-dur (6).
- Gå Du Axel Efter Bertils FIS(S)kar. Durtonarter med #-förtecken: G- (1 #), D- (2), A- (3), E- (4), B- (5) resp. Fiss-dur (6).
  - Alternativt: Ge Dem Alla En Blå/Blöt FIS(S)k. (byt ut "blå" mot "hel", idag när tonen H allt oftare kallas B)
- En Ball (Häftig) Groda Dansar Aldrig Ensam - Gitarrens strängar, från den ljusaste.
- Ett alternativ till den tidigare är: En Bra Gitarr Drar Alltid/Aldrig El - Åter igen, gitarrens strängar från den ljusaste till mörkaste.
- En Annan Dum Groda - Elbasens strängar, från den mörkaste.
- En God Häst Drar Fort - Tonerna runt linjerna (nedifrån och upp) när man använder G-klav.
- FACE (engelskans ord för ansikte) eller Följ Alltid Cecilias Exempel - Tonerna i mellanrummen (nedifrån och upp) när man använder G-klav.

Matematik
- PUMDAS, prioriteringsordning. Parentes, Upphöjt, Multiplikation, Division, Addition, Subtraktion.

T.ex. 5 x 3 + 2 = 17, 5 + 3 x 2 = 11, (2+3) x 5 = 25.
- Låt Cecilia Döda Monstret - Romerska talsystemet. (L=50, C=100, D=500, M=1000)

Sjukvård
- MIDAS - möjliga diagnoser när någon är medvetslös Meningit, Intoxikation, Diabeteskoma, Andningsinsufficiens och Subduralblödning
- ABC eller LABC - ordning man bör prioritera vid en olycka: andning, blödning, chock
- L-ABCDE eller C-ABCDE - professionella respektive militära prioriteringar vid olycka/skadad. L/C: livsfarligt läge (undvika fara för eget liv under räddning) samt catastrophical bleeding (stoppa stora blödningar).  Airways - fria luftvägar.  Breathing - andning  Circulation - blödning  Disability - medvetandegrad, rörlighet.  Expose and protect from environment - skydda skadad från t.ex. kyla.
- METHANE - rapportering av omfattande olycka till larmcentral: Misstänkt allvarlig händelse, Exakt plats. Typ av händelse, Hot/faror mot räddningspersonal, Angöringsvägar/brytpunkt, Numerärt antal skadade, Extra resurser.

Tid
- Månadernas antal dagar går att räkna på knogarna och dalarna mellan knogarna. Knoge markerar 31 dagar, dal markerar 30 eller 28 (februari).
- När sommaren kommer ställer man fram grillen (utemöblerna), när sommaren är slut ställer man tillbaka den (dem) i förrådet - sommartid

Bibeln
- "Romerska kor gal efter Filips kolossala testamente", en Bibelramsa som anger ordningen på de paulinska breven till olika församlingar. Ramsan står för: Romarbrevet, första och andra Korinthierbreven, Galaterbrevet, Efesierbrevet, Filipperbrevet, Kolosserbrevet samt första och andra Thessalonikerbreven.

Astronomi
- Mamma Vattnar Jorden Medan Jag Sätter Ut Nya Plantor - Planeternas ordning: Merkurius, Venus, Jorden, Mars, Jupiter, Saturnus, Uranus, Neptunus, Pluto (ramsan skapades innan pluto blev degraderad till dvärgplanet)

- Men Vem gJorde Marsipan dJupet Sa Urban NePlutt- Planeternas ordning: Merkurius, Venus, Jorden, Mars, Jupiter, Saturnus, Uranus, Neptunus, Pluto (ramsan skapades innan pluto blev degraderad till dvärgplanet)

## Minnesord
Minnesord, ord som hjälper en att minnas vissa saker, ska helst vara en akronym.
Exempel:
Xyzzy - Matematikers sätt att minnas i vilken ordning man utför en matrismultiplikation. A(x) = A(y) * A(z) - A(z) * A(y) ... osv